# Всесвітня федерація тхеквондо
Всесвітня федерація тхеквондо (англ. World Taekwondo) — міжнародна спортивна організація, створена 28 травня 1973 року. Центр розвитку тхеквондо знаходиться у будівлі Кукківон, що розташована у місті Сеул (Республіка Корея). У 2009 році штаб-квартиру організації було відкрито у місті Лозанна (Швейцарія), звідки проводиться координація з MOK, ВАДА та іншими міжнародними спортивними організаціями, офіси яких розташовані поруч.

## Історія

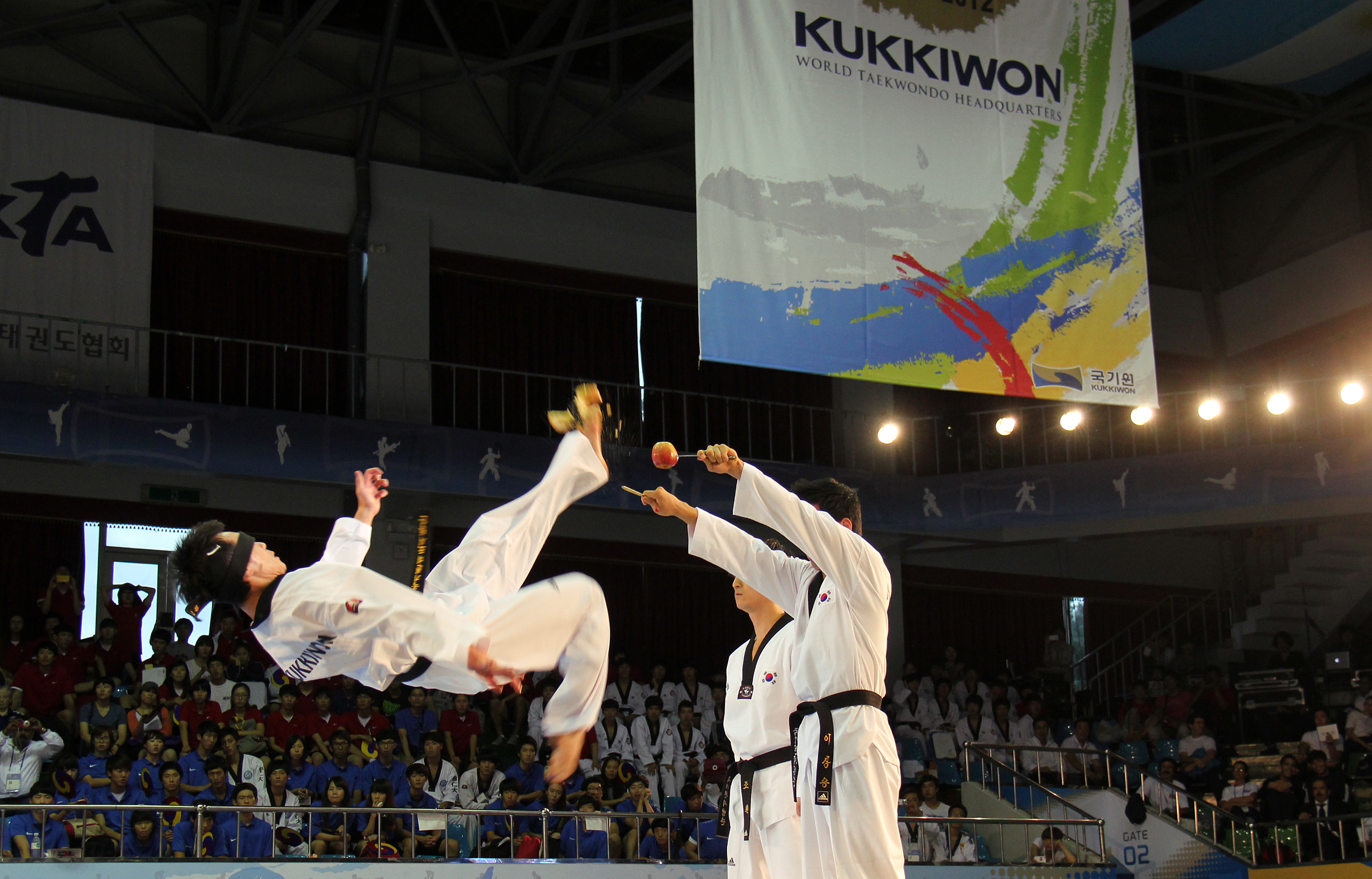
Демонстрація техніки тхеквондо у будівлі центру розвитку Кукківон (2012 рік)

На початку 70-х років владою Республіки Корея було прийнято рішення про будівництво центру розвитку тхеквондо. У 1972 році будівельні роботи було закінчено, а новий центр отримав назву Кукківон. Вже у 1973 році Кукківон прийняв перший Чемпіонат Світу, одночасно з цією подією на базі існуючої організації була створена Всесвітня федерація тхеквондо (ВТФ, від англ. World Taekwondo Federation, WTF).
Всесвітня федерація тхеквондо дуже швидко досягла істотних успіхів завдяки допомозі та сприянню від влади Республіки Корея. Організація є членом різних міжнародних спортивних співтовариств, таких як Міжнародна федерація студентського спорту (FISU [Архівовано 4 червня 2022 у Wayback Machine.]), Міжнародна рада військового спорту (CISM [Архівовано 17 жовтня 2020 у Wayback Machine.]) тощо. Головним же її досягненням є включення тхеквондо до програми Олімпійських ігор.
Влітку 2017 року назву World Taekwondo Federation скоротили до World Taekwondo, WT (Всесвітнє тхеквондо, ВТ). А також було проведено ребрендинг. Станом на 2020 рік організація World Taekwondo об'єднує 210 національних асоціацій, з яких 206 визнані МОК.

## Організаційна структура
Основними керуючими органами є: Генеральна Асамблея (GA); Всесвітня рада з тхеквондо; Президент та Секретаріат. World Taekwondo містить в собі інші організації, які були належним чином уповноважені або визнані Радою та Генеральною Асамблеєю та працюють під егідою WT. 
Генеральна Асамблея — це загальні збори Ради та представників Національних асоціацій всесвітнього тхеквондо, найвищий керівний орган. 
Рада складається з президента, віце-президентів, генерального секретаря, казначея та членів Ради. Зобов'язаннями Ради є, наприклад, планування та управління організацією та діяльністю Всесвітнього тхеквондо, а також контроль за фінансовим бюджетом та фінансовими звітами. Президент обирається Генеральною Асамблеєю з-поміж своїх членів строком на чотири роки. Президент повинен керувати та представляти Всесвітнє тхеквондо; одночасно керувати Генеральною Асамблеєю та Радою в якості її голови, а також головувати на засіданнях та інших заходах, а також призначати офіційні обов'язки віце-президентам на спеціальній основі для розвитку спорту. Крім того, Президент призначає голів та членів Всесвітнього комітету з тхеквондо. 
Секретаріат Всесвітнього тхеквондо знаходиться за адресою штаб-квартири Світового тхеквондо, призначений для виконання підтримки роботи Президента та Генерального секретаря.

## Місія та цілі
Місія Всесвітнього тхеквондо — забезпечити ефективне міжнародне управління тхеквондо як олімпійським та паралімпійським видом спорту. Передбачуваними цілями Всесвітнього тхеквондо є популяризація, розширення та вдосконалення практики тхеквондо з урахуванням його освітніх, культурних та спортивних цінностей, а також сприяння чесній грі, розвитку молоді та освіті щодо заохочення миру та співпраці через участь у спорті. Всесвітнє тхеквондо прагне постійно вдосконалювати технічні правила, що регулюють змагання з кьоругі та змагання з пхумсе під егідою World Taekwondo, включаючи тхеквондо на Олімпійських і Паралімпійських іграх. Крім того, World Taekwondo прагне працювати для зміцнення єдності та захисту інтересів організації та руху тхеквондо, а також для участі в інших заходах на підтримку вищезазначених цілей. Всесвітнє тхеквондо виконує свої місії та завдання у співпраці з незалежними афілійованими організаціями, включаючи Всесвітню академію тхеквондо, Всесвітній корпус миру з тхеквондо, Всесвітню демонстраційну команду тхеквондо, Професійну федерацію тхеквондо, Глобальну федерацію підтримки тхеквондо та Міжнародну федерацію тхеквондо.

## Члени
Станом на 2020 рік організація World Taekwondo об'єднує 210 національних асоціацій, розташованих на 5 континентах.

### Континентальні федерації
- Американський Союз Тхеквондо - Pan American Taekwondo Union (PATU) [Архівовано 29 вересня 2020 у Wayback Machine.]

45 національних асоціацій
- Європейський Союз Тхеквондо - European Taekwondo Union (ETU) [Архівовано 11 січня 2022 у Wayback Machine.]

51 національна асоціація
- Африканський Союз Тхеквондо - African Taekwondo Union (AFTU) [Архівовано 4 травня 2022 у Wayback Machine.]

52 національні асоціації
- Союз Тхеквондо Азії - Asian Taekwondo Union (ATU) [Архівовано 31 березня 2022 у Wayback Machine.]

43 національні асоціації
- Союз Тхеквондо Океанії - Oceania Taekwondo Union (OTU) [Архівовано 31 березня 2022 у Wayback Machine.]

19 національних асоціацій

### Національні асоціації
| Америка                         |                                      |                                 |                                        |
| ------------------------------- | ------------------------------------ | ------------------------------- | -------------------------------------- |
| Антиґуа і Барбуда (1998)        | Аргентина (1976)                     | Аруба (1992)                    | Багами (1997)                          |
| Барбадос (1986)                 | Беліз (1997)                         | Бермуда (1983)                  | Болівія (1977)                         |
| Бразилія (1975)                 | Британські Віргінські Острови (1998) | Канада (1975)                   | Кайманові Острови (1989)               |
| Чилі (1989)                     | Колумбія (1976)                      | Коста Ріка (1984)               | Куба (1993)                            |
| Кюрасао (2012)                  | Домініка (1999)                      | Домініканська Республіка (1983) | Еквадор (1973)                         |
| Сальвадор (1987)                | Гренада (1995)                       | Гваделупа (2011)                | Гватемала (1991)                       |
| Гаяна (1995)                    | Гаїті (1992)                         | Гондурас (1979)                 | Ямайка (1977)                          |
| Мартиніка (2011)                | Мексика (1973)                       | Респу́бліка Нікарагуа (1991)     | Панама (1989)                          |
| Парагвай (1982)                 | Перу (1977)                          | Пуерто-Рико (1977)              | Сент-Люсія (1998)                      |
| Сент-Вінсент і Гренадини (1992) | Сент-Кітс і Невіс (1998)             | Суринам (1977)                  | Тринідад і Тобаго (1983)               |
| Уругвай (1990)                  | США (1975)                           | Венесуела (1976)                | Американські Віргінські Острови (1981) |

| Європа             |                        |                             |                   |
| ------------------ | ---------------------- | --------------------------- | ----------------- |
| Албанія (1995)     | Андорра (1987)         | Вірменія (1996)             | Австрія (1973)    |
| Азербайджан (1995) | Бельгія (1975)         | Боснія і Герцеґовина (1993) | Болгарія (1990)   |
| Хорватія (1992)    | Кіпр (1982)            | Чехія (1995)                | Данія (1975)      |
| Естонія (1998)     | Фінляндія (1979)       | Македонія (2001)            | Франція (1975)    |
| Грузія (1995)      | Німеччина (1973)       | Греція (1985)               | Угорщина (1989)   |
| Ісландія (1991)    | Ірландія (1983)        | Острів Мен (2006)           | Ізраїль (1981)    |
| Італія (1977)      | Косово (2013)          | Латвія (1992)               | Литва (1992)      |
| Люксембург (1993)  | Мальта (1995)          | Монако (1996)               | Чорногорія (2007) |
| Нідерланди (1976)  | Норвегія (1977)        | Польща (1979)               | Португалія (1976) |
| Білорусь (1992)    | Молдова (1995)         | Румунія (1991)              | Росія (1991)      |
| Сан-Марино (1994)  | Сербія (1975)          | Словаччина (1994)           | Словенія (1993)   |
| Іспанія (1975)     | Швеція (1977)          | Швейцарія (1977)            | Туреччина (1975)  |
| Україна (1993)     | Велика Британія (1977) |                             |                   |

| Азія                  |                  |                     |                                   |
| --------------------- | ---------------- | ------------------- | --------------------------------- |
| Афганістан (1993)     | Бахрейн (1977)   | Бангладеш (1999)    | Бутан (1985)                      |
| Бруней (1973)         | Камбоджа (1995)  | Китай (1995)        | Східний Тимор (2009)              |
| Гонконг (1978)        | Індія (1979)     | Індонезія (1975)    | Іран (1975)                       |
| Ірак (1984)           | Японія (1981)    | Йорданія (1979)     | Казахстан (1993)                  |
| Південна Корея (1973) | Кувейт (1977)    | Киргизстан (1993)   | Лаос (1996)                       |
| Ліван (1978)          | Макао (2002)     | Малайзія (1975)     | Монголія (1991)                   |
| М’янма (1990)         | Непал (1983)     | Оман (2010)         | Пакистан (1977)                   |
| Палестина (1989)      | Філіппіни (1973) | Катар (1977)        | Саудівська Аравія (1977)          |
| Сінгапур (1975)       | Шрі-Ланка (1983) | Сирія (2000)        | Китайський Тайбей (1974)          |
| Таджикистан (1995)    | Таїланд (1975)   | Туркменістан (2000) | Об'єднані Арабські Емірати (1994) |
| Узбекистан (1992)     | В'єтнам (1989)   | Ємен (1988)         |                                   |

| Океанія                     |                         |                       |                           |
| --------------------------- | ----------------------- | --------------------- | ------------------------- |
| Американське Самоа (2007)   | Австралія (1975)        | Острови Кука (2011)   | Фіджі (1983)              |
| Французька Полінезія (1975) | Гуам (1986)             | Кірибаті (2006)       | Маршаллові острови (2007) |
| Мікронезія (2011)           | Науру (2011)            | Нова Каледонія (2010) | Нова Зеландія (1975)      |
| Палау (2011)                | Папуа Нова Гвінея(2003) | Самоа (1997)          | Соломонові Острови (1999) |
| Тонга (2001)                | Тувалу (2011)           | Вануату (2004)        |                           |